# Formostenus rugipectus
Formostenus rugipectus är en stekelart som beskrevs av Jonathan 1980. Formostenus rugipectus ingår i släktet Formostenus och familjen brokparasitsteklar. Inga underarter finns listade i Catalogue of Life.